# Limnellia lecocercus
Limnellia lecocercus är en tvåvingeart som beskrevs av Wayne N. Mathis 1978. Limnellia lecocercus ingår i släktet Limnellia och familjen vattenflugor.
Artens utbredningsområde är British Columbia. Inga underarter finns listade i Catalogue of Life.